# Alfons Sevens
Alfons Sevens (Lapscheure, 10 maart 1877 – Gent, 3 december 1961) was een Vlaams schrijver. Hij was een zoon van Theodoor Sevens en een broer van Constant Sevens.

## Levensloop
Sevens studeerde aan de normaalschool in Torhout, maar werd er aan de deur gezet vanwege een agressieve Vlaamsgezindheid. Hij behaalde zijn diploma onderwijzer in de rijksnormaalschool, waarna hij een paar jaar als onderwijzer werkte. Hij trad vervolgens in dienst bij de maatschappij van levensverzekeringen Germania. Hij ontwikkelde zich ook tot letterkundige en schreef romans, toneelstukken en gedichten.
Hij was als leerling al Vlaamsgezind geworden en had vriendschap gesloten met August Borms. Als hij letterkundig actief werd was het in dienst van zijn ideaal om "Vlaanderen groot te maken". De Vlaamsgezindheid ging gepaard met een sociaal gevoel ten gunste van de lagere klassen en een hevige afkeer van de leidende kringen.
In 1907 publiceerde hij de roman De Schoolmeester, een herwerking van een gelijknamig toneelstuk dat hij in 1900 had gepubliceerd. De roman deed heel wat stof opwaaien. Niet alleen was het een pleidooi voor verplicht onderwijs, maar het was meteen een aanval op de adel en op de "geldaristocratie". De roman beschreef het leven van een dorpsonderwijzer die droomde van volksverheffing, maar werd tegengewerkt door de lokale kasteelheer en door de pastoor. 
Voor Sevens was Vlaamsgezindheid synoniem van democratisch en sociaal engagement en van klassenstrijd. Hij werd in Gent een flamingantische agitator. In 1902 - hij was toen vijfentwintig - stichtte hij een vereniging van katholieke jongeren onder de naam Jong Vlaanderen. In 1910 richtte hij het flamingantische weekblad De Witte Kaproen op, waaraan aanvankelijk ook René de Clercq en de daensist Hector Plancquaert meewerkten. Hij werd ook een van de leiders van de Gentse afdeling van het Nationaal Vlaamsch Verbond en trok ten strijde tegen de in 1898 in Gent gestichte Association flamande pour la Vulgarisation de la Langue française. Zijn sociale gevoeligheid betekende niet dat hij de socialisten gunstig gezind was, integendeel. Hij keerde zich sterk tegen hun voorman Edward Anseele. Die houding kwam tot uiting in zijn roman De Bende. Hij werd ook secretaris van de Commissie ter vervlaamsching der Gentsche Hoogeschool en verzamelde niet minder dan 129.000 steunende handtekeningen. Pogingen om politiek een rol te spelen draaiden op niets uit door het gebrek aan aanhang. Hij kwam tweemaal in Gent op een daensistische lijst te staan, in 1911 voor de gemeenteverkiezingen en in 1914 voor de wetgevende verkiezingen. Hij werd niet verkozen.
De Eerste Wereldoorlog betekende een aanzienlijke wijziging in de houding van Sevens. Zijn flamingantisme verleidde er hem niet toe om collaboratie met de bezetter te overwegen. Hij veroordeelde integendeel alle vormen van activisme, keerde zich tegen zijn vriend Borms en werd een loyale Belg. Toen in Gent een activistisch blad werd uitgegeven onder de naam De Vlaamsche Post trok hij ertegen ten strijde en noemde de oprichters van het blad verraders. Zijn acties leidden tot gevangenisstraffen en weldra tot deportatie naar Duitsland, waar hij tot na de oorlog werd vastgehouden.
Terug in België wilde Sevens wel opnieuw een rol spelen, nu als overtuigde Belg. Hij verscheen op het proces van August Borms als getuige ten laste. De activisten noemde hij verraders tegenover België en Vlaanderen. Hij drukte dit uit in verschillende brochures. Hij stichtte zelfs een Vlaamsch-Belgisch Verbond, dat echter niet van de grond kwam. Sevens verdween weldra in de anonimiteit.

## Publicaties
- De Schoolmeester, toneelstuk, 1900.
- De Bloem der Herberg, 1902.
- De Schoolmeester, roman, 1907.
- La question flamande exposée aux Wallons, 1909.
- Moeder' Hoogmoed, roman, 1910.
- De Bende, roman, 1911.
- De Vlaamschgezindheid en de Moed van Edward Anseele en van de Bende van Vooruit, 1911.
- Uit het oog, uit het hart: Rozen uit het kampleven, 1919.
- Activisme, Frontisme en Vlaamsche Beweging, brochure, 1929.
- Gewetensonderzoek, 1951.
- Bij brave menschen, z.j.
- Vergeet-me-nietjes, novellen, z.j.
- Vakantiebrieven, z.j.
- Het trouwboekje voor elkeen, z.j.